# ГЕС Цзіньпін-1
ГЕС Цзіньпін-1 — аркова гребля на річці Ялунцзян у Ляншань-Ійській автономії, Сичуань, Китай. Будівництво проєкту розпочалося у 2005 році і було завершено у 2014 році. Електростанція має потужність 3600 МВт для виробництва 16 млрд кВт·год. Водосховище ГЕС створено 305-метровою арковою греблею, на кінець 2010-х найвищою у світі. Метою проєкту є забезпечення електрикою, захист від повені та запобігання ерозії.

## Опис
Аркова гребля має 552 м завдовжки, 63 м завтовшки по основі і 16 м по пасму, в її тіло укладено 4,7 млн м³ бетону. При цьому широко використовувався малоцементний укочений бетон. Водоскидні споруди ГЕС розраховані на пропуск 12 109 м³/с води: 2992 м³/с через чотири поверхневі водоскиди, 5466 м³/с через п'ять водоскидних отворів рівнем нижче і 3651 м³/с через правобережний тунельний водоскид.
У підземній будівлі ГЕС розмірами 277 м завдовжки, 29 м завширшки і 69 м заввишки розташовані шість гідроагрегатів з радіально-осьовими турбінами потужністю по 600 МВт. Вода до гідроагрегатів підводяться по шести тунелях діаметром по 9,5 м, відводиться назад у річку по двох тунелях розміром 15 × 16,5 м. Турбіни працюють на розрахунковому напорі 240 м. Вироблена електроенергія (16,6 млрд кВт·год на рік) видається в енергосистему по лініях електропередачі постійного струму напругою 800 кВ.

## Історія
Можливість будівництва Цзіньпін-1 розглядалася ще з 1950-х років; в 1978 році проєкт був включений у схему гідроенергетичного використання річки Ялунцзян. Детальні дослідження і проєктування ГЕС почалися в 1990-х, попередній проєкт був готовий в 1998 році, остаточний — у 2003 році. У тому ж 2003 році були розпочаті підготовчі роботи на будівельному майданчику, в грудні 2006 року була перекрита річка. Будівництво велося швидкими темпами — перший гідроагрегат був введений в роботу у 2013 році, а після пуску останнього гідроагрегату у 2014 році будівельні роботи були в цілому завершені.